# Брацлавське намісництво
Брацла́вське намі́сництво  (рос. Брацлавское наместничество) — адміністративно-територіальна одиниця в Російській імперії в 1793 — 1796 роках. Адміністративний центр — Вінниця (до 1795) і Брацлав (після 1795). Створене 24 квітня (13 квітня за старим стилем) 1793 року на основі Брацлавського і Подільського воєводств. Складалося з 13 повітів. 1796 року увійшло до складу Київської та Подільської губернії.

## Повіти
1. Брацлавський (Брацлав)
2. Вінницький (Вінниця)
3. Гайсинський (Гайсин)
4. Тульчинський (Тульчин)
5. Ямпільський (Ямпіль)
6. Могилівський (Могилів)
7. Махнівський (Махнівка)
8. Липовецький
9. П'ятигірський
10. Бершадський
11. Літинський
12. Хмільницький
13. Сквирський

## Історія
Через відсутність у Брацлаві приміщень намісницьке правління тимчасово перебувало до 1795 у Вінниці. Брацлавське намісництво ліквідоване 1796 в зв'язку з адміністративною реформою Павла І, за якою утворювалися губернії. Брацлавське намісництво, за винятком Сквирського, П'ятигірського, Липовецького і Махнівського повітів, які відійшли до Київської губернії, ввійшло у склад Подільської губернії.

## Карти

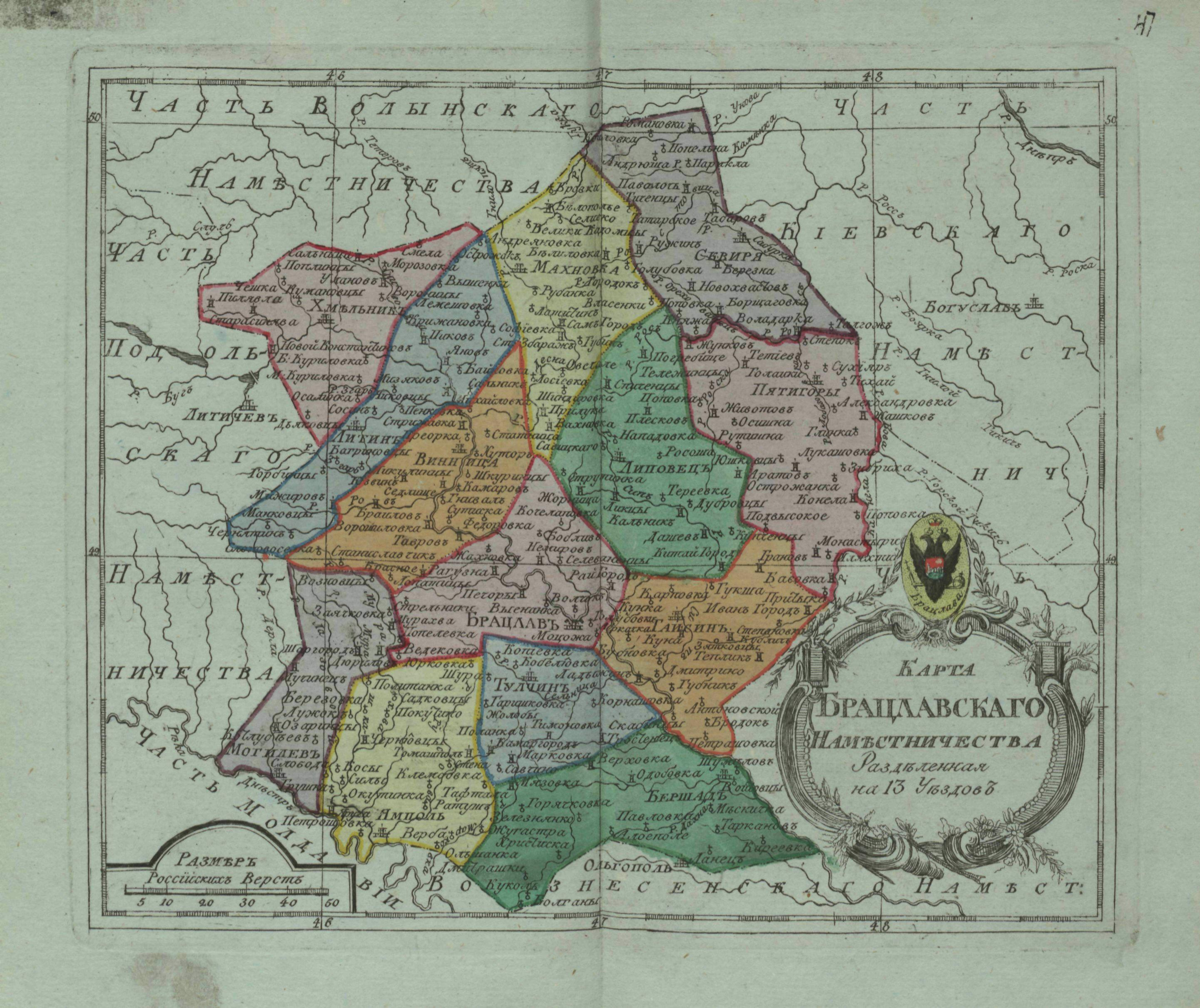
Атлас Російської імперії 1796